# Johann Helmann Jung

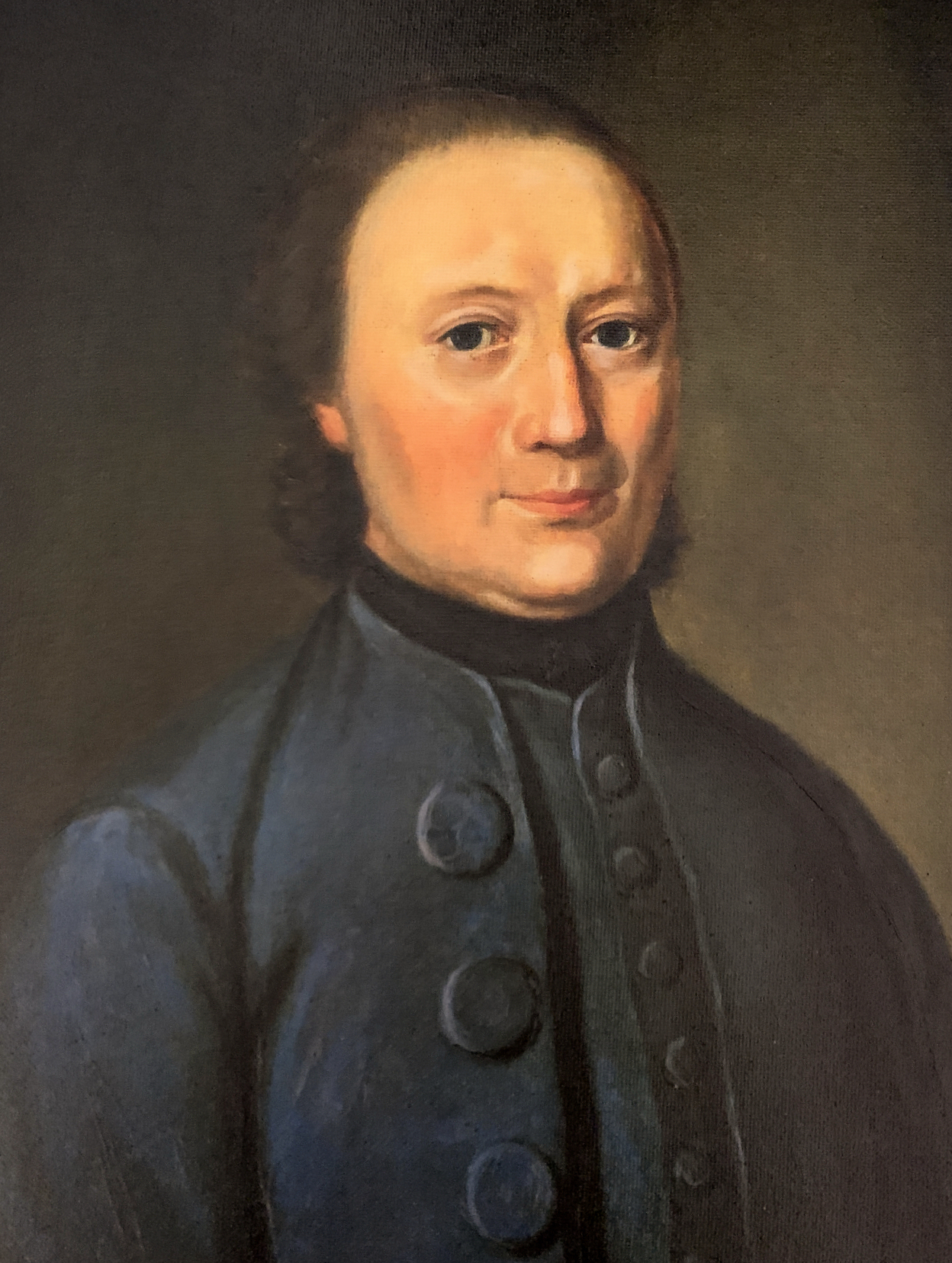
Johann Helmann Jung

Johann Helmann Jung (* 9. März 1734 in Kreuztal-Littfeld; † 28. August 1809 in Hilchenbach-Müsen) war ein deutscher Unternehmer im Bergbau und Hüttenwesen.

## Leben
Johann Helmann Jungs Eltern waren Johann Heinrich Jung (1711–1786) und dessen Ehefrau Anna Eva geb. Schloos (1714–1774). Als Oranien-Nassauischer Oberbergmeister zu Littfeld hatte sich der Vater um die Grube Stahlberg bei Müsen besondere Verdienste erworben. 1755 hatte er dort eine neuartige Wasserhaltungsanlage errichtet und die sogenannte „Treppe“ von der Tagesoberfläche bis zum tiefsten Stollen eingebaut. Darüber hinaus betätigte er sich erfolgreich als Gewerke an mehreren Gruben in der Region um Littfeld und als Betreiber eines dortigen Reckhammers sowie einer kleinen Feilenfabrik.
Johann Helmann Jung folgte, wie sein jüngerer Bruder Johann Heinrich (1740–1816), seinem Vater und betätigte sich im Montanwesen. So war er bereits von 1761 bis 1772 Schichtmeister und Verwalter des Burgholdinghäuser Anteils von 52 Kuxen an der Grube Stahlberg bei Müsen. Die Grube Stahlberg teilte sich in 312 Kuxe auf, die sechs Hüttengewerkschaften besaßen: die landesherrschaftliche Hütte zum Lohn 55, die Hütte zu Burgholdinghausen 52, die Hütte zur Allenbach 54, die Hütte auf dem Dahlbruch 55, die unterste Hütte zu Müsen 49 und die oberste Hütte zu Müsen 47 Kuxe. Diese sechs Hütten hatten das alleinige Recht zur Verhüttung der geförderten Roherze vom Stahlberg.
Johann Helmann Jung wurde noch während seiner Schichtmeistertätigkeit zum Hüttenkommissar für die gewerkschaftlichen Hüttenbetriebe und am 6. August 1770 zum Aufseher über den landesherrschaftlichen Kuxenanteil am Stahlberg ernannt. Schließlich folgte am 29. August 1771 die Berufung zum Bergmeisterassistenten bei seinem Vater Johann Heinrich Jung und zum Rechnungsführer des Bergreviers Müsen. Allerdings geriet er in den Verdacht, dass bei den Bergmeisterrechnungen für die Jahre 1772 bis 1777 Unregelmäßigkeiten aufgetreten seien. Die vorgesetzte Dillenburger Berg- und Hüttenkommission leitete daraufhin eine umfangreiche Untersuchung gegen ihn ein, deren Ergebnis für Helmann Jung nur als ein bedingter Freispruch angesehen werden kann. Die Dillenburger Behörde sprach ihn von den Vorwürfen nur insofern frei, als dass er die Rechnungsfehler nicht vorsätzlich, sondern nur irrtümlich begangen habe. Möglicherweise führte diese eingeschränkte Entlastung mit dazu, dass er nach dem Tod seines Vaters 1786 nicht die väterliche Stellung des Oberbergmeisters erhielt, sondern nur zum Bergkommissar mit den entsprechenden Privilegien befördert wurde. Helmann Jung führte in dieser Position die Arbeiten seines Vaters bei der Treppenanlage auf der Grube Stahlberg in Müsen bis zum tiefsten Stollen fort.
Johann Helmann Jung betrieb seit 1778 mit seinem Vater eine kleine Feilenfabrik in Müsen, die allerdings nach 1784 wieder aufgegeben wurde. Nach dem Ableben seines Vaters Johann Heinrich Jung führte er dessen Bergwerke und den Reckstahlhammer, den sein Vater 1772 zusammen mit den erwachsenen Kindern errichtet hatte, erfolgreich weiter. Die Gewinne aus dem Bergwerks-, aber insbesondere aus dem Reckhammerbetrieb bildeten den finanziellen Grundstock für die unternehmerischen Aktivitäten der nachfolgenden Generationen der Familie Jung. Mit seinen Miterben veräußerte Johann Helmann Jung im März 1792 den Reckhammer für 1.150 Reichstaler an den Hammermeister Martin Schleifenbaum vom Birlenbacher Hammer bei der Birlenbacher Hütte in Birlenbach.

## Heirat und Kinder
Johann Helmann Jung verheiratete sich am 19. Mai 1758 in Hilchenbach-Grund mit der Tochter des Bergmeisters und Gerichtsschöffen Johann Jacob Meusborn (1701–1757) zu Müsen Maria Christina, die am 25. März 1741 in Hilchenbach-Müsen geboren wurde und dort am 23. Januar 1814 verstarb. Dieser Ehe entstammten acht Kinder. Vier seiner Söhne folgten ihrem Vater und ergriffen einen berg- und hüttenmännischen Beruf. Der jüngste Sohn, Johann Jacob Jung (1779–1847), initiierte den späteren Hessen-Nassauischen Hüttenverein und begründete mit seinen wirtschaftlichen Aktivitäten das Ansehen der Familie Jung als erfolgreiche Montanunternehmer im Dillenburger Raum. Die älteren Brüder von Johan Jacob Jung – und zwar Johann Justus, Heinrich Wilhelm und Johann Heinrich– machten in der landesherrlichen Berg- und Hüttenverwaltung eine beachtliche Karriere.

### Johann Justus Jung
Johann Justus Jung (1763–1799) wurde nach seiner Zeit als Bergmeisterassistent 1786 zum zweiten Bergmeister des Fürstentums Siegen ernannt und unterstützte seinen Vater Helmann Jung bei der Fortführung der Arbeiten an der Treppe in der Grube Stahlberg. Johann Justus Jung setzte sich für die Einführung des Amalgamierverfahrens im Bergrevier Müsen ein, um mit dieser bereits seit dem 16. Jahrhundert in Südamerika erprobten Technologie mithilfe von Quecksilber das Silber aus den Erzen zu gewinnen. Johann Justus Jung stand mit diesem Vorhaben ganz in der seinerzeit in internationalen Fachkreisen geführten Diskussion, das Amalgamierverfahren auch in den europäischen Montanrevieren zur Anwendung zu bringen. Einer der aktivsten Befürworter für diesen Technologietransfer aus Südamerika war der führende österreichische Montanexperte Ignaz Elder von Born (1742–1791), der zusammen mit Friedrich Wilhelm Heinrich von Treba (1740–1819)  1786 die „Societät der Bergbaukunde“ als die erste internationale montanwissenschaftliche Gesellschaft gegründet hatte.
Johann Justus Jung und sein jüngerer Bruder Heinrich Wilhelm gründeten im Juli 1794 die „Amalgamations=Societait“ zum Bau und Betrieb der Rothenbacher Amalgamierhütte oberhalb von Müsen. Die nicht geringen finanziellen Aufwendungen für diese Unternehmungen sollte die Gewerkschaft der Grube Jungfer, nachdem sie ein entsprechendes Privileg von der Dillenburger Berg- und Hüttenkommission erhalten hatte, übernehmen. Allerdings kam es innerhalb der Gewerkschaft, an der neben weiteren Anteilseignern der Hüttenverwalter Susewind von der Lohehütte und Schwager von Johann Justus Jung, der Hüttenverwalter Jung in Steinbrücken und der Bergmeister Jung zum Lohe beteiligt waren, zu einer kontrovers geführten Diskussion über die Finanzierung dieses Vorhaben. Die Gewerkschaft einigte sich in einer Gewerkenversammlung im Frühjahr 1795 schließlich darauf, dass diejenigen Gewerken, die sich nicht an diesem Unternehmen beteiligen wollten, ihr Privileg an die bauwilligen Gewerken abtraten. Diese verbliebenen Gewerken, zu den hauptsächlich die Familie Jung und Susewind zählte, übernahmen „auf alleinige Gefahr, Kosten und Rechnung“ den Bau und Betrieb der neuen Hütte. Die Hütte ging später in den Besitz des Schwiegersohnes Franz Jacob Schmitz aus Keppel von Johann Justus Jung über.
Johann Justus Jung heiratete am 6. August 1790 in Kreuztal-Ferndorf die Tochter des Verwalters Wilhelm August Susewind (1709–1784) von der Loher Hütte Charlotte Justine, die am 28. August 1761 in Kreuztal-Lohe geboren wurde und am 11. Juni 1841 in Hilchenbach im Stift Keppel verstarb. Johann Justus Jung starb bereits mit 36 Jahren im August 1799 in Littfeld.

### Heinrich Wilhelm Jung
Heinrich Wilhelm Jung (1771–1828) war der einzige Sohn von Johann Helmann Jung der studierte. Er schrieb sich am 4. Mai 1792 in der Universität Marburg unter der laufenden Nummer 72 als Student der Hüttenkunde ein: „Henricus Guillielemus Jung Sigena Nassoicus Oeconomiae metallicae Studiosus“. Sicherlich war die Wahl seines Studienortes Marburg mit darauf zurückzuführen, dass sein Onkel Johann Heinrich Jung-Stilling (1740–1817) dort seit 1787 als Professor für Ökonomie, Kameral- und Finanzwissenschaften lehrte und er wahrscheinlich auch bei ihm wohnte. Ein weiterer Mitbewohner war der spätere Oberpräsident der Provinz Westfalen, Ludwig Freiherr von Finke (1774–1844), der Jura und Kameralwissenschaften studierte. Beide planten für 1793 eine Studienreise über Eger und Karlsbad zu den Bergrevieren in Joachimsthal, Schemnitz und Freiberg. Diese Studienreise kam jedoch nicht zustande und Jung trat nach dem Studium als Bergwerkskandidat in den Dienst des Fürstentums Siegen. Er beantragte 1799 zur Vervollständigung seines Fachwissens bei der Dillenburger Berg- und Hüttenkommission ein Stipendium für eine Studienreise in die bedeutenden Montanregionen Harz und sächsisches Erzgebirge. Die Dillenburger Behörde konnte ihm aber aus Geldmangel lediglich mit einem Empfehlungsschreiben an die dortigen Bergbehörden weiterhelfen. Jung unternahm diese Studienreise nun aus eigenen Geldmitteln und beschränkte sich daher nur auf das Erzgebirge mit der bekannten Bergstadt Freiberg. Er schrieb sich als 538igster Student an der Bergakademie zu Freiberg ein und hörte einige Vorlesungen in Mineralogie und Geognosie.
Das Studium in Freiberg war seinerzeit mit recht hohen finanziellen Aufwendungen verbunden, die nur Söhne aus dem wohlhabenden Wirtschaftsbürgertum oder dem Adel aufbringen konnten. Die jährlichen Unterhaltskosten betrugen je nach Lebensführung für einen Studenten zwischen 306 und 383 Taler. Dazu kamen noch etwa 380 Taler an Gebühren für die Vorlesungen und 50 bis 60 Taler an Ausgaben für Lehrmittel, wobei sich allerdings diese beiden Posten auf die dreijährige Studiendauer verteilten. Die Kosten für ein dreijähriges Studium beliefen sich auf rund 1.478 Talern. Im Vergleich dazu verdiente ein Steiger in Sachsen in drei Jahren nur etwa 270 Taler.
Heinrich Wilhelm Jung brach sein Studium aus familiären Gründen nach kurzer Zeit wieder ab und kehrt zurück nach Müsen. Im Jahre 1801 wurde er als Nachfolger von Johann Daniel Engels zum Bergmeister des oberen Bergreviers im Fürstentum Siegen berufen. Heinrich Wilhelm Jung behielt dieses Amt auch nach 1806 in dem unter französischer Ägide gegründeten Großherzogtum Berg und nach der französischen Niederlage 1815 nun im unter preußischer Herrschaft stehenden Siegerland.
Heinrich Wilhelm Jung führte die Arbeiten nach dem frühen Tod seines älteren Bruders Johann Justus an der Treppe im Stahlberg fort und noch unter seiner Aufsicht begannen 1826 die Arbeiten an einen neuen tiefer liegenden Erbstollen, den späteren „Kronprinz-Friedrich-Wilhelm-Erbstollen“, der von Ernsdorf aus vorgetrieben wurde. Neben seiner Funktion als Bergmeister war Heinrich Wilhelm Jung auch unternehmerisch tätig. Er war Teilhaber an der Müsener Amalgamations Sozietät und Mitgewerke an den Gruben Kuhlenberg, Landeskrone Jungfer und Heinrichssegen.
Heinrich Wilhelm Jung ehelichte am 5. Mai 1799 in Dietzhölztal-Ebersbach die jüngere Schwester der Ehefrau seines Bruders Johann Heinrich Luise Philippine, die eine Tochter des Amtmanns und Prokurators Carl Christian Becker (1742–1802) war. Luise Philippine Becker wurde am 21. Januar 1775 in Dillenburg geboren und verstarb am 6. Oktober 1816 in Hilchenbach-Winterbach. Heinrich Wilhelm Jung verschied am 25. Mai 1828 in Müsen.

### Johann Heinrich Jung
Johann Heinrich (1761–1832) folgte seinem gleichnamigen Onkel Johann Heinrich (1711–1786) nach Dillenburg und machte in der dortigen Bergverwaltung Karriere. Er bekleidete seit 1786 als Nachfolger des Fürstlich Oranien-Nassauischen Hüttenverwalters Johann Jost Wickel dessen Funktion für die dominalen Eisenhütten und Hämmer im Steinbrücker Revier: Eibelshäuser Hütte, Neuhütte bei Ebersbach, Steinbrücker Hammer und Teichhammer. Sein Vorgesetzter war der spätere Bergrat Johann Philipp Becher (1752–1831), der seinerzeit als wirklicher Sekretär bei der Berg- und Hüttenkommission in Dillenburg tätig war, und der 1789 mit seiner Schrift „Mineralogische Beschreibung der Oranien-Nassauischen Lande nebst einer Geschichte des Siegenschen Hütten- und Hammerwesens“ eine fundierte Abhandlung über das Montanwesen vorlegte.
Johann Heinrich Jung war spätestens seit 1801 Mitglied der Bergwerks- und Hüttenkommission in Dillenburg, die als oberste Verwaltungsbehörde für das Montanwesen in Nassau fungierte. Die Landesherrschaft ernannte Johann Heinrich Jung 1806 aufgrund seiner Verdienste um die Eisenhüttenwerke, in denen er zahlreiche technische Neuerungen, so zum Beispiel ein neues Zylindergebläse zur Steigerung der Leistung des Hochofens oder abgeschwefelte Braunkohlen anstelle von Holzkohlen, eingeführt hatte, zum fürstlichen Hofkammerrat. Johann Henrich Jung sah wie viele seiner Kollegen die wirtschaftliche Entwicklung des Metallgewerbes infolge eines dramatischen Mangels an Holz gefährdet und plädierte für den Einsatz von Braunkohle als Substitution für den Brennstoff Holz: „Die Noth, durch Mangel an Holz erzeugt, die alle Metallfabriken zwischen der Ruhr, dem Rhein und der Lahn mehr oder weniger drückt, wird hoffentlich alle denkenden Köpfe auf, und in der Nähe des Westerwaldes anspornen, - den Gebrauch der Braunkohle bey der Metallerzeugung zu vermehren.“
So lobte der bekannte preußische Technologe sowie Berg- und Hüttenfachmann Friedrich August Alexander Eversmann (1759–1837) 1804 nach einer Bereisung des Lahngebietes ihn als erfahrenen Hüttenverwalter „Eibelshausen und Ebersbach stehn unter der Aufsicht eines sehr achtungswerthen Hüttenmanns, des Herrn Hüttenverwalters Joh. Heinr. Jung; … .“ Johann Heinrich Jung baute nicht nur auf der Eibelhäuser Hütte 1791 den höchsten Hochofen im Dillenburger Raum, sondern experimentierte auch dort mit dem Einsatz von entschwefelter Braunkohle anstelle von Holzkohlen beim Hochofenbetrieb.
Die Stellung als Hüttenverwalter behielt Johann Heinrich Jung noch bis zu seinem Wechsel 1808 als Bergrat für die nassauischen Länder der mittleren und unteren Lahn; seit 1812 war er im Ober-Bergdistrikt Wiesbaden für den Bezirk Usingen, Michelbach und Katzenelnbogen verantwortlich für die dortigen Berg-, Hütten- und Hammerwerke. Johann Heinrich Jung verkaufte nach seinem Wechsel 1808 in den Bezirk Usingen, wo er auch seinen Wohnsitz nahm, sein Wohnhaus mit Scheune, Garten und Baumhof sowie Wiesen in Steinbrücken für die stattliche Summe von 2.000 Reichstalern. Dies zeigt deutlich, dass er für die damaligen Verhältnisse eine durchaus wohlhabende Person gewesen war.  Er wechselte spätestens 1818 als Hofkammerrat an die Rezeptur Runkel, wo er bis zu seinem Ausscheiden aus dem aktiven Dienst bis 1829/30 verblieb.
Johann Heinrich Jung heiratete am 17. Juni 1788 die Tochter des Amtsmanns und Prokurators Carl Christian Becker Agnes, die am 7. November 1757 in Dillenburg geboren wurde und am 30. August 1814 in Usingen verstarb. Johann Heinrich Jung’s erfolgreiches Leben endete am 27. Mai 1832 in Herborn.